# Marina (nave da crociera)
Marina è una nave da crociera appartenente alla compagnia di navigazione Oceania Cruises.

## Servizio
Prima unità di nuova costruzione acquisita dalla compagnia statunitense, viene varata il 4 aprile 2010 nel cantiere navale di Sestri Ponente da Fincantieri con il nome di Marina e consegnata il 18 gennaio 2011.
Il 22 gennaio salpa da Genova per la sua crociera inaugurale.

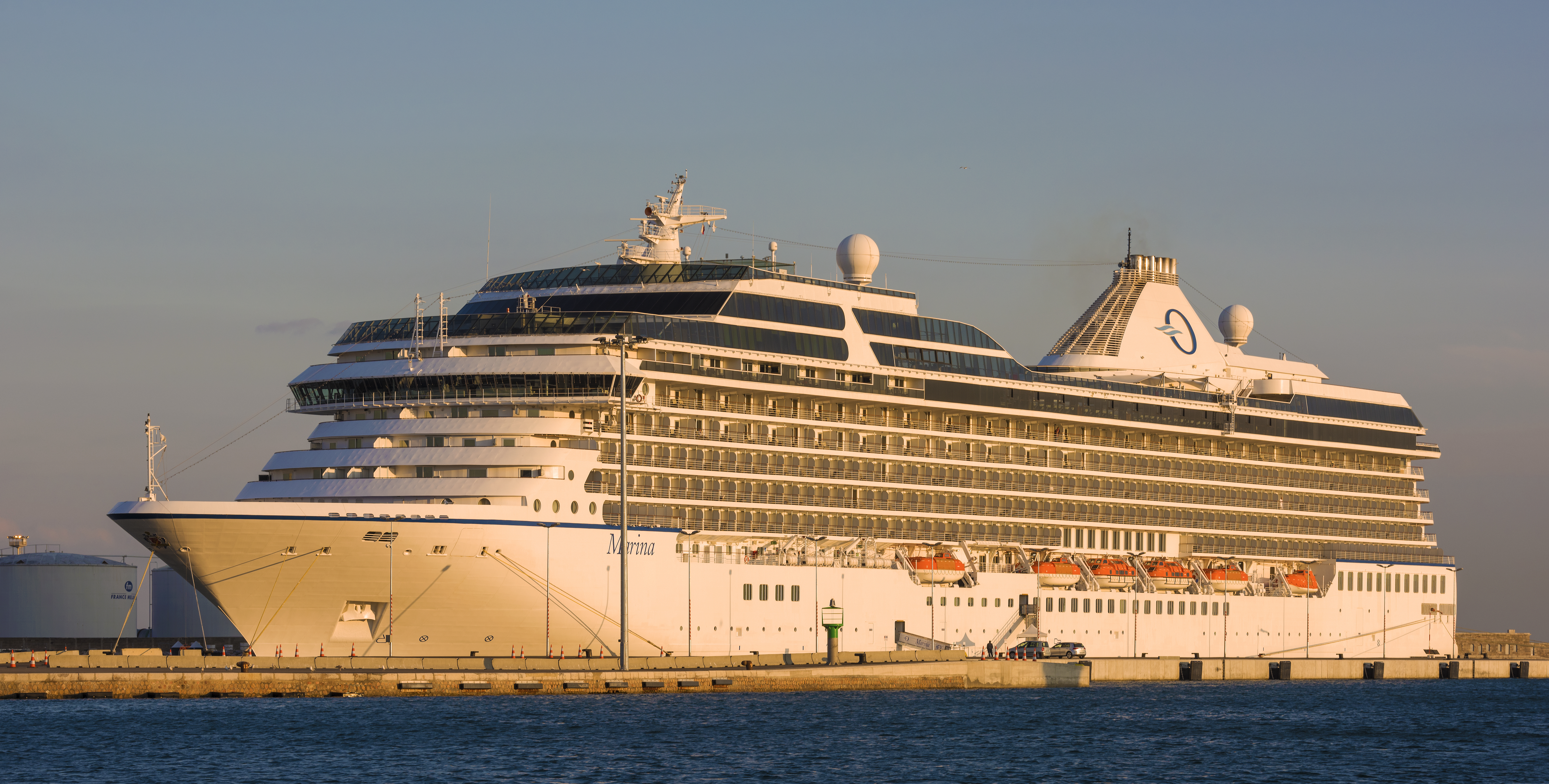
La Marina a Sète nel 2015.

Il 5 febbraio 2011 viene ufficialmente battezzata a Miami dalla madrina Marilyn Carlock, moglie del co-fondatore della compagnia.

## Navi gemelle
- Riviera